# 拉塞尔维尔 (阿拉巴马州)
拉塞尔维尔（英文：Russellville），是美国阿拉巴马州下属的一座城市。面积约为13.4平方英里（约合34.7平方公里）。根据2010年美国人口普查，该市有人口9,830人，人口密度为733.58/平方英里（约合283.29/平方公里）。